# 60 Millions de consommateurs
Le magazine 60 Millions de consommateurs (anciennement 50 Millions de consommateurs) et son site 60millions-mag.com sont édités par l'Institut national de la consommation (INC), dont l'une des principales missions est de « regrouper, produire, analyser et diffuser des informations, études, enquêtes et essais ». L'INC a le statut d'établissement public à caractère industriel et commercial (EPIC), placé sous la tutelle du ministre chargé de la consommation. 60 Millions de consommateurs est réalisé par des journalistes professionnels qui travaillent en étroite collaboration avec les ingénieurs, juristes, économistes et documentalistes de l'INC. 11 mensuels et 8 hors-séries sont publiés chaque année.

## Présentation
Le magazine est né en décembre 1970. Il est créé à l'origine pour concurrencer Que choisir.
60 Millions de consommateurs se présente comme un journal sans publicité commerciale, ce qui garantirait son indépendance vis-à-vis des fabricants et des distributeurs, mais cette allégation est discutable car des pages de publicité pour l'entreprise Citeo y sont présentes depuis plusieurs années.
Son site web 60millions-mag.com propose des articles d'actualité sur la consommation, des dossiers d'experts, l'achat des versions numériques du magazine et différents outils.

## Historique

### 50 Millions de consommateurs
En décembre 1970, le premier numéro de 50 Millions de consommateurs compte 42 pages en noir et blanc. En couverture, une enquête sur les jouets et un entretien exclusif avec le « champion » américain de la défense des consommateurs, Ralph Nader.
En février 1971, 50 Millions de consommateurs publie son premier essai comparatif consacré aux autocuiseurs.
En octobre 1975, sur 28 casques de moto testés, 15 ne sont pas conformes aux normes de sécurité. 50 Millions lance l'alerte.
En juin 1976, le magazine dénonce le scandale des sièges auto pour bébés car sur 15 testés, seuls 2 sont jugés satisfaisants pour la sécurité de l’enfant.
En juin 1982, des pharmaciens n'ont pas décelé des interactions dangereuses de médicaments sur des ordonnances.[pas clair]
En décembre 1988, sur 41 marques de préservatifs testées, 23 offrent une résistance ou une porosité insuffisante. Pourtant, plusieurs bénéficient de la marque NF. Le test de 50 Millions de consommateurs va entraîner un retrait du marché des modèles déficients, une amélioration de la norme NF et un contrôle plus rigoureux des fabricants.
En décembre 1994, 50 Millions de consommateurs révèle que 800 établissements scolaires n'offrent pas une garantie suffisante en cas d'incendie. Plus de 300 auraient dû être fermés si la loi avait été respectée. Les lycées de type Pailleron construits dans les années soixante-dix sont particulièrement visés.

### 60 Millions de consommateurs
En décembre 1995, 50 Millions de consommateurs devient 60 Millions de consommateurs.
En avril 2006, à l'issue d'un test avec une machine à fumer, le magazine conclut que la fumée d'un joint de cannabis contient 7 fois plus de goudrons et de monoxyde de carbone que celle d'une cigarette.
En mars 2008, une enquête révèle des hausses de produits alimentaires allant jusqu'à 48 %, que la hausse des matières premières ne peut justifier. À la suite de cette publication, le gouvernement s’engage à traquer les « abus » dans les prix en grandes surfaces.
En 2010, en raison de la baisse de ses ventes, 60 Millions de consommateurs enregistre un déficit de 150 000 €. En 2011, l'audit réalisé par le cabinet MBV & Associés suggère d’adosser le magazine au secteur privé. Un comité de soutien a été mis en place par des lecteurs et des salariés de l'INC. Il vise à s'opposer au démantèlement de l'INC et à défendre le caractère public du journal, notamment au moyen d'une pétition.
En mars 2013, une fusion avec Que Choisir est évoquée.
En avril 2013, 60 Millions de consommateurs titre « Difficile d'échapper aux polluants », et affirme avoir trouvé des traces de médicaments dans certaines eaux du robinet, mais aussi dans des eaux en bouteille.
En août 2013, une association promouvant la cigarette électronique (Aiduce) critique la publication d'une étude de 60 Millions de consommateurs, qui manquerait de fondement scientifique. Un blogue professionnel consacré à la cigarette électronique se procure et remet en cause le sérieux du protocole utilisé.
En février 2016, des tests révèlent la présence de résidus indésirables (dioxines…) dans des produits d’hygiène féminine (tampons et serviettes hygiéniques). Le gouvernement convoque les professionnels et saisit l’agence sanitaire (Anses).
En janvier 2017, 60 Millions de consommateurs révèle la présence de résidus de molécules toxiques (dioxines, glyphosate…) dans la majorité des marques de couches jetables pour bébé. L’agence de sécurité sanitaire (Anses) est saisie.
En août 2017, des tests révèlent la présence de nanoparticules de dioxyde de titane dans de nombreux gâteaux ou confiseries.
En septembre 2018, le magazine révèle un système de décompte des frais bancaires jugé « illégal » dans plusieurs grandes banques. Il touche les clients dépassant leur découvert autorisé. Les révélations provoquent la réaction du ministre de l’Économie et le recul des banques concernées,.
En avril 2019, 60 Millions alerte sur la présence persistante de nombreuses substances toxiques pour la santé et l’environnement dans les produits d’entretien de la maison. Le magazine réclame la création d’un étiquetage simplifié sur le sujet, le Ménag’Score, sur le modèle du Nutri-Score existant pour les produits alimentaires.
En décembre 2023, le magazine se décline en une version junior trimestrielle visant un public âgé de 8 à 12 ans.

#### Face aux difficultés financières
En 2021, un plan social entraîne la suppression de onze postes au sein de l'INC, alors que le journal voit ses ventes décliner (50 000 ventes mensuelles en kiosque, et 113 000 abonnements en 2021). Les journalistes ne sont alors pas directement impactés par ce plan. 
En mars 2024, dans un communiqué, les salariés appellent à «sauver» le titre «en péril», en raison d’investissements insuffisants selon eux. Mi-novembre 2024, Laurence Garnier, la secrétaire d’État auprès du ministre de l’Économie, des Finances et de l’Industrie, chargée de la consommation, fait savoir aux représentants du personnel que le magazine serait vendu à un groupe privé. Ces mêmes représentants qualifient la décision de « désastreuse », précisant qu'« elle affaiblira considérablement l’information experte indépendante au service des consommateurs, laissant davantage de place aux monologues sponsorisés des influenceurs et aux fake news sur les problèmes de consommation ». En novembre 2024, le magazine compte 76 000 abonnés.
Le gouvernement prévoit en 2025 la privatisation du magazine. En réaction, les salariés, qui font part de leur "sidération" après cette annonce, se mobilisent devant le parlement pour appeler à ne pas privatiser "le seul service public d'information aux consommateurs".

## Description

### Mensuels et hors-séries
60 Millions de consommateurs publie chaque année 11 mensuels et 8 hors-séries. Ces magazines traitent l’ensemble des secteurs de la consommation. Les mensuels comportent diverses rubriques comme l’alimentation et la santé, l’équipement et les loisirs, l’argent et le logement. Les hors-séries permettent quant à eux de traiter à chaque numéro un sujet précis. Par exemple, Le meilleur du bio (n° 199 - juillet 2019) permettait de comparer un éventail de produits bio suivant des critères qualitatifs. Maison saine, (n° 128s - mai 2019) donne quant à lui des conseils pour entretenir sa maison en évitant d’utiliser des produits nocifs.

### Produits d'édition
Hormis la publication de magazines, 60 Millions de consommateurs édite ou co-édite également des ouvrages pour accompagner le consommateur comme Vos droits au quotidien, guide pratique ou encore 160 Lettres pour régler vos litiges.

## Outils

### «DébiTest 60»
Cet outil, développé par 60 Millions de consommateurs, permet de tester la qualité du réseau Internet aussi bien avec une connexion Wifi, ADSL, fibre optique ou 4G. Il peut ainsi être utilisé avec un ordinateur ou un smartphone. La géolocalisation permet de comparer les résultats avec les données de la communauté d’utilisateurs.

### «Nutri-Score»
Sur le site de 60 Millions de consommateurs, il est également possible, grâce à un module interactif, de calculer en ligne le Nutri-Score. Cette notation s’applique à la plupart des aliments et permet de connaître rapidement la qualité nutritionnelle du produit. Bien qu’il soit déjà affiché sur certains emballages, des erreurs ont déjà été repérées, d’où l’utilisation de cet outil garantissant des données fiables.

### «Rappel de produits»
Afin que les consommateurs puissent être le plus informés possible quant aux risques pouvant être encourus après l’achat de certains produits, le magazine a créé sur son site une rubrique « Rappel de produits ». Elle répertorie donc les rappels de produits, aussi bien alimentaires, électroménagers ou encore électroniques. Face au manque de communication sur ce sujet, il existe également un compte Twitter dédié permettant d’être alerté en temps réel.

### «Cosméto'Score»
La revue lance en août 2020 cet outil accompagné d'une application afin d'assister les consommateurs dans le décryptage des étiquettes de produits cosmétiques et dans la compréhension de leur composition. Une note de A à E et un code couleur allant du vert au rouge sont attribués aux produits cosmétiques, en fonction de leur impact sur la santé (70% du score) et sur l'environnement (30% du score).